# Averse Sefira
Averse Sefira foi uma banda de black metal dos Estados Unidos.

## História
Averse Sefira foi formada em 1996 pelo guitarrista e vocalista Sanguine Mapsama e pelo baixista Wrath Sathariel Diabolus. Sua demo,  Blasphomet Sin Abset , foi lançada no final daquele ano. Possui uma bateria eletrônica na forma de um baterista ao vivo. Três anos depois, em 1999, seu primeiro álbum completo, intitulado 'Homecomings March', foi lançado pela Arrogare Records, sua própria gravadora.

## Integrantes
- Sanguine Asmodel Nocturne - vocal e guitarra
- Wrath Sathariel Diabolus - baixo e vocal
- The Carcass - bateria

## Discografia
- 1997 – Blasphomet Sin Abset (demo)
- 1999 – Promotional Demo 1999 (demo)
- 1999 – Homecoming's March
- 2001 – Battle's Clarion
- 2003 – A Union in Blood - Live in Bordeaux
- 2003 – Bestien in Engelsgestalt (split)
- 2005 – Tetragrammatical Astygmata
- 2008 – Advent Parallax